# فرودگاه بین‌المللی رابرتس
فرودگاه بین‌المللی رابرتس (به انگلیسی: Roberts International Airport) (به زبان بومی: Roberts Field) یک فرودگاه همگانی با کد یاتا ROB است که یک باند فرود آسفالت دارد و طول باند آن ۳۳۵۳ متر است. این فرودگاه در شهر مونروویا کشور لیبریا قرار دارد و در ارتفاع ۹ متری از سطح دریا واقع شده است.

## شرکت‌های هواپیمایی و مقصدهای پروازی
| شرکت‌های هواپیمایی       | مقصدهای پروازی          |
| ----------------------- | ----------------------- |
| ایر ساحل عاج            | پورت بوئت، لونگی        |
| آریک ایر                | کوتوکا، مرتلا محمد      |
| بروکسل ایرلاینز         | بروکسل، لونگی           |
| کنیا ایرویز             | کوتوکا، جومو کنیاتا     |
| کاال‌ام                  | اسخیپول آمستردام, لونگی |
| Med-View Airline        | کوتوکا, لونگی           |
| هواپیمایی پادشاهی مراکش | محمد پنجم، لونگی        |